# Otto Honegger (Architekt)
Otto Honegger (* 1876 in Zürich; † 23. Dezember 1934 in Davos) war ein Schweizer Architekt.

## Leben
Otto Honegger wurde 1876 als einziger Sohn des Architekten Heinrich Honegger-Naef (1843–1907) in Zürich geboren und wuchs im vom Vater erbauten Weissen Schloss auf. In seiner Heimatstadt besuchte er die «Industrieschule», d. h. das Realgymnasium Rämibühl. Ob er danach gleich ein Architekturstudium an der ETH Zürich aufnahm, ist unklar. Jedenfalls begab er sich in jungen Jahren nach Paris, wo er ab 1899 an der École des Beaux-Arts studierte und 1903 sein Diplom erwarb. Nach seiner Rückkehr entfaltete er eine rege Tätigkeit als Architekt mit Schwerpunkt in Zürich. Er zeichnete vor allem für den Bau von Geschäfts- und Privathäusern verantwortlich und tat sich auch als Aquarellmaler hervor. In einem Nachruf wurde sein architektonischer Stil folgendermassen beschrieben:

«Ob es sich um Groß- oder Zweckbauten, um Einfamilienhäuser, Villen oder Wohnkolonien handelte, was er in die Hand nahm, zeigte seine ganz persönliche Bauhandschrift bis ins kleinste Detail; Tor, Brunnen oder Portallampe waren ihm so wichtig wie Dach und Fassade und nicht zuletzt ist es immer wieder die farbliche Abstimmung, der er sich mit besonderer Liebe widmete.»

Während des Ersten Weltkriegs war Honegger als Kavalleriehauptmann zweiter Adjutant von General Ulrich Wille. Er starb kurz vor Weihnachten 1934 in Davos, wo er die Festtage verbringen wollte, an einem Schlaganfall. Die Abdankung fand am 26. Dezember im Krematorium Sihlfeld D statt und wurde von einer «gewaltigen Trauergemeinde» besucht.

## Gedenkstein
Honegger vermachte dem Verschönerungsverein Zürich (VVZ) testamentarisch 20'000 Franken, wofür ihm dieser 1935 einen Gedenkstein widmete. Der Granitblock steht neben dem Berghaus Baldern auf dem Uetliberg und trägt die Inschrift:

«IN MEMORIAM
OTTO HONEGGER
ARCHITEKT
1876–1934
DEM NATURFREUND UND HOHEN GÖNNER DES VERSCHÖNERUNGSVEREINS ZÜRICH»

## Werke
- Villa F. Ernst, Zürich
- Villa Valär, Kilchberg
- Villa Naef, Goldbacherstrasse, Küsnacht
- Villa Busch, Baden AG
- Grabmal für seinen Vater Heinrich Honegger-Naef
- «Vita», Zürich
- Umbau des Hotels Baur au Lac, Zürich
- Umbau des Hotels Baur en ville, Zürich
- Johann Jacobs Museum, Zürich (1913)
- Neubau der Schweizerischen Volksbank, Bahnhofstrasse 53/55, Zürich (1925)[5]
- Villa Eymann, Aarwangenstrasse 55, Langenthal (1928)[6][7]
- Villa Wegmann, Hohenbühlstrasse 9, Zürich (1929)[8]
- Umbau des Hotels Schweizerhof, Zürich (1930)
- Berghaus Baldern, Stallikon (1930)
- «Näfenhaus», Bahnhofstrasse 79, Zürich (1932)

## Schriften
- Monographie des Neubaues der Schweizerischen Volksbank, Zürich. Fretz, Zürich 1926.